# Billy Bragg
Stephen William Bragg (Barking, Essex, 20 de Dezembro de 1957),  mais conhecido como Billy Bragg, é um músico inglês de rock alternativo que mistura os elementos da folk music, punk rock e música de protesto. Suas letras, na maioria, lidam com ideais políticos ou temas românticos. Sua carreira musical tem mais de 30 anos e ele já colaborou com Natalie Merchant, Johnny Marr, Kate Nash, Leon Rosselson, membros do R.E.M., Michelle Shocked, Less Than Jake, Kitty Daisy & Lewis, Kirsty MacColl, e Wilco. Bragg Close, uma rua em Dagenham, Grande Londres,  é nomeada em sua honra. Ele vive em Dorset, Inglaterra.

## Discografia parcial

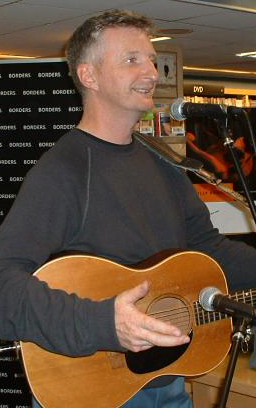
Bragg, 2003

- Life's a Riot with Spy Vs Spy (1983)
- Brewing Up with Billy Bragg (1984)
- Talking with the Taxman about Poetry (1986)
- Back to Basics (1987)
- Workers Playtime (1988)
- The Internationale (1990)
- Don't Try This at Home (1991)
- William Bloke (1996)
- Bloke on Bloke (1997)
- Mermaid Avenue (1998) (com Wilco)
- Mermaid Avenue Vol. II (2000) (com Wilco)
- England, Half-English (2002) (com the Blokes)
- Mr. Love & Justice (2008)